# Thryptospora singularis
Thryptospora singularis är en svampart som beskrevs av Petr. 1947. Thryptospora singularis ingår i släktet Thryptospora, klassen Dothideomycetes, divisionen sporsäcksvampar och riket svampar.   Inga underarter finns listade i Catalogue of Life.